# Konferencja Episkopatu Belgii
Konferencja Episkopatu Belgii (niderl. Bisschoppenconferentie van België, fr. Conférence épiscopale de Belgique) – instytucja zrzeszająca belgijskich biskupów katolickich. Powstała w 1958. Jest członkiem Rady Konferencji Episkopatów Europy.

## Prezydium
- przewodniczący: abp Luc Terlinden
- wiceprzewodniczący: bp Patrick Hoogmartens
- sekretarz generalny: Bruno Spriet

## Przewodniczący konferencji
- Joseph-Ernest van Roey (1958-1961)
- Léon-Joseph Suenens (1961-1979)
- Godfried Danneels (1979-2010)
- André-Joseph Léonard (2010-2015)
- Josef De Kesel (2016-2023)
- Luc Terlinden (od 2023)